# Peperomia argenteobracteata
Peperomia argenteobracteata är en pepparväxtart som beskrevs av Trel. & Yunck.. Peperomia argenteobracteata ingår i släktet peperomior, och familjen pepparväxter. Inga underarter finns listade i Catalogue of Life.